# 1827
1827 је била проста година.

## Догађаји

### Јануар
- 14. јануар — 18. јануар – Велика народна скупштина у Крагујевцу (1827)

### Октобар
- 20. октобар — У поморској бици код Наварина, током Грчког рата за независност, руски, британски и француски бродови уништили су турску и египатску флоту.

### Децембар
- 16. децембар — 20. децембар – Тајна скупштина у Крагујевцу

### Датум непознат
- Википедија:Непознат датум — Фридрих Велер је изоловао и открио алуминијум.

## Рођења

### Фебруар
- 2. фебруар — Освалд Ахенбах, немачки сликар († 1905)

### Август
- 15. август — Лудвиг Ангерер, аустријски фотограф († 1879)

### Септембар
- 16. октобар — Арнолд Беклин, швајцарски сликар

## Смрти

### Март
- 5. март — Алесандро Волта, италијански физичар. (* 1745)
- 26. март — Лудвиг ван Бетовен, немачки композитор. (* 1770)

### Август
- 12. август — Вилијам Блејк, енглески књижевник и сликар